# Leptogenys hebrideana
Leptogenys hebrideana é uma espécie de formiga do gênero Leptogenys, pertencente à subfamília Ponerinae.